# John Douglas Lynch
Pour les articles homonymes, voir Lynch et John Lynch.
John Douglas Lynch est un herpétologiste américain né le 30 juillet 1942.

## Biographie
Il a travaillé trente ans à l'université du Nebraska-Lincoln, avant de s'installer à sa retraite en Colombie. Spécialiste des amphibiens, il a notamment décrit de nombreuses espèces d’Eleutherodactylus (transféré dans Pristimantis depuis) dans les années 1965-2003 avec William Edward Duellman (1930-).

## Taxons nommés en son honneur
- Anolis lynchi Miyata, 1985
- Atelopus lynchi Cannatella, 1981
- Rhaebo lynchi Mueses-Cisneros, 2007
- Centrolene lynchi (Duellman, 1980)
- Lynchophrys Laurent, 1983
- Colostethus lynchi Grant, 1998
- Hyloscirtus lynchi (Ruiz-Carranza & Ardila-Robayo, 1991)
- Noblella lynchi (Duellman, 1991)
- Lynchius Hedges, Duellman & Heinicke, 2008
- Pristimantis lynchi (Duellman and Simmons, 1977)
- Pseudoeurycea lynchi Parra-Olea, Papenfuss & Wake, 2001

## Quelques taxons décrits
- Andinophryne atelopoides
- Atelognathus
- Atelopus farci
- Atopophrynus syntomopus
- Bryophryne cophites
- Centrolene acanthidiocephalum
- Centrolene audax
- Centrolene guanacarum
- Centrolene huilense
- Centrolene hybrida
- Centrolene litorale
- Centrolene notostictum
- Centrolene peristictum
- Centrolene petrophilum
- Centrolene pipilatum
- Centrolene quindianum
- Centrolene robledoi
- Centrolene sanchezi
- Centrolene tayrona
- Cochranella adiazeta
- Cochranella anomala
- Cochranella armata
- Cochranella chami
- Cochranella cristinae
- Cochranella daidalea
- Cochranella flavopunctata
- Cochranella garciae
- Cochranella ignota
- Cochranella luminosa
- Cochranella luteopunctata
- Cochranella megacheira
- Cochranella midas
- Cochranella nephelophila
- Cochranella oreonympha
- Cochranella posadae
- Cochranella punctulata
- Cochranella ramirezi
- Cochranella resplendens
- Cochranella rosada
- Cochranella ruizi
- Cochranella savagei
- Cochranella siren
- Cochranella solitaria
- Cochranella spilota
- Cochranella susatamai
- Cochranella xanthocheridia
- Colostethus agilis
- Colostethus edwardsi
- Colostethus exasperatus
- Colostethus ruizi
- Craugastor emcelae
- Craugastor glaucus
- Craugastor guerreroensis
- Craugastor jota
- Craugastor sartori
- Craugastor silvicola
- Craugastor stuarti
- Craugastor taylori
- Craugastor yucatanensis
- Cryptobatrachus conditus
- Cryptobatrachus pedroruizi
- Cryptobatrachus ruthveni
- Diasporus anthrax
- Diasporus quidditus
- Diasporus tinker
- Dischidodactylus
- Eleutherodactylus barlagnei
- Eleutherodactylus dennisi
- Eleutherodactylus dixoni
- Feihyla palpebralis
- Gastrotheca antomia
- Hyalinobatrachium esmeralda
- Hyalinobatrachium ibama
- Hyalinobatrachium munozorum
- Hyalinobatrachium pellucidum
- Hyalinobatrachium ruedai
- Hyalinobatrachium
- Hyloscirtus piceigularis
- Hyloscirtus sarampiona
- Hypodactylus adercus
- Hypodactylus babax
- Hypodactylus brunneus
- Hypodactylus dolops
- Hypodactylus elassodiscus
- Hypodactylus latens
- Hypodactylus peraccai
- Limnodynastidae
- Litoria michaeltyleri
- Lynchius parkeri
- Noblella heyeri
- Noblella lochites
- Noblella myrmecoides
- Oreobates pereger
- Oreobates simmonsi
- Osteocephalus heyeri
- Pristimantis aaptus
- Pristimantis acatallelus
- Pristimantis acerus
- Pristimantis actinolaimus
- Pristimantis actites
- Pristimantis acutirostris
- Pristimantis aemulatus
- Pristimantis albericoi
- Pristimantis angustilineatus
- Pristimantis anolirex
- Pristimantis apiculatus
- Pristimantis atratus
- Pristimantis aurantiguttatus
- Pristimantis bacchus
- Pristimantis baiotis
- Pristimantis balionotus
- Pristimantis baryecuus
- Pristimantis batrachites
- Pristimantis bellona
- Pristimantis bernali
- Pristimantis bicolor
- Pristimantis boulengeri
- Pristimantis brevifrons
- Pristimantis bromeliaceus
- Pristimantis cacao
- Pristimantis calcarulatus
- Pristimantis caliginosus
- Pristimantis capitonis
- Pristimantis caprifer
- Pristimantis carranguerorum
- Pristimantis celator
- Pristimantis chiastonotus
- Pristimantis chloronotus
- Pristimantis chrysops
- Pristimantis colodactylus
- Pristimantis colomai
- Pristimantis condor
- Pristimantis corniger
- Pristimantis cremnobates
- Pristimantis crenunguis
- Pristimantis cristinae
- Pristimantis croceoinguinis
- Pristimantis cryophilius
- Pristimantis cryptomelas
- Pristimantis cuentasi
- Pristimantis degener
- Pristimantis deinops
- Pristimantis diaphonus
- Pristimantis diogenes
- Pristimantis dissimulatus
- Pristimantis douglasi
- Pristimantis duellmani
- Pristimantis duende
- Pristimantis epacrus
- Pristimantis eremitus
- Pristimantis eriphus
- Pristimantis eugeniae
- Pristimantis factiosus
- Pristimantis fallax
- Pristimantis fetosus
- Pristimantis floridus
- Pristimantis fraudator
- Pristimantis ganonotus
- Pristimantis gentryi
- Pristimantis gladiator
- Pristimantis gracilis
- Pristimantis grandiceps
- Pristimantis gutturalis
- Pristimantis hectus
- Pristimantis helvolus
- Pristimantis hernandezi
- Pristimantis hybotragus
- Pristimantis ignicolor
- Pristimantis illotus
- Pristimantis incanus
- Pristimantis incomptus
- Pristimantis inusitatus
- Pristimantis ixalus
- Pristimantis jaimei
- Pristimantis jorgevelosai
- Pristimantis juanchoi
- Pristimantis jubatus
- Pristimantis kelephas
- Pristimantis labiosus
- Pristimantis lanthanites
- Pristimantis lasalleorum
- Pristimantis laticlavius
- Pristimantis lemur
- Pristimantis leoni
- Pristimantis leptolophus
- Pristimantis leucopus
- Pristimantis lichenoides
- Pristimantis lividus
- Pristimantis loustes
- Pristimantis luteolateralis
- Pristimantis lutitus
- Pristimantis lythrodes
- Pristimantis maculosus
- Pristimantis malkini
- Pristimantis mars
- Pristimantis martiae
- Pristimantis medemi
- Pristimantis mercedesae
- Pristimantis merostictus
- Pristimantis miyatai
- Pristimantis mnionaetes
- Pristimantis modipeplus
- Pristimantis molybrignus
- Pristimantis muricatus
- Pristimantis myops
- Pristimantis nervicus
- Pristimantis nyctophylax
- Pristimantis obmutescens
- Pristimantis ocellatus
- Pristimantis ocreatus
- Pristimantis orcesi
- Pristimantis orestes
- Pristimantis orpacobates
- Pristimantis orphnolaimus
- Pristimantis paisa
- Pristimantis parectatus
- Pristimantis parvillus
- Pristimantis paululus
- Pristimantis pecki
- Pristimantis penelopus
- Pristimantis peraticus
- Pristimantis percultus
- Pristimantis permixtus
- Pristimantis petersi
- Pristimantis phalarus
- Pristimantis philipi
- Pristimantis phoxocephalus
- Pristimantis piceus
- Pristimantis platychilus
- Pristimantis pluvicanorus
- Pristimantis polemistes
- Pristimantis polychrus
- Pristimantis prolatus
- Pristimantis prolixodiscus
- Pristimantis proserpens
- Pristimantis pteridophilus
- Pristimantis ptochus
- Pristimantis pugnax
- Pristimantis pycnodermis
- Pristimantis pyrrhomerus
- Pristimantis quantus
- Pristimantis quaquaversus
- Pristimantis quinquagesimus
- Pristimantis racemus
- Pristimantis reclusas
- Pristimantis renjiforum
- Pristimantis repens
- Pristimantis restrepoi
- Pristimantis riveroi
- Pristimantis ruedai
- Pristimantis ruidus
- Pristimantis ruthveni
- Pristimantis sanguineus
- Pristimantis satagius
- Pristimantis savagei
- Pristimantis scoloblepharus
- Pristimantis scolodiscus
- Pristimantis scopaeus
- Pristimantis signifer
- Pristimantis silverstonei
- Pristimantis simoteriscus
- Pristimantis simoterus
- Pristimantis siopelus
- Pristimantis sobetes
- Pristimantis spilogaster
- Pristimantis spinosus
- Pristimantis suetus
- Pristimantis sulculus
- Pristimantis supernatis
- Pristimantis susaguae
- Pristimantis taciturnus
- Pristimantis tayrona
- Pristimantis tenebrionis
- Pristimantis thectopternus
- Pristimantis thymalopsoides
- Pristimantis thymelensis
- Pristimantis torrenticola
- Pristimantis tribulosus
- Pristimantis truebae
- Pristimantis uisae
- Pristimantis uranobates
- Pristimantis variabilis
- Pristimantis veletis
- Pristimantis verecundus
- Pristimantis versicolor
- Pristimantis vicarius
- Pristimantis vidua
- Pristimantis viejas
- Pristimantis viridicans
- Pristimantis viridis
- Pristimantis walkeri
- Pristimantis xeniolum
- Pristimantis xestus
- Pristimantis xylochobates
- Pristimantis zeuctotylus
- Pristimantis zophus
- Psychrophrynella bagrecitoi
- Rhamphophryne tenrec
- Rhamphophryne truebae
- Scythrophrys
- Somuncuria
- Strabomantis anatipes
- Strabomantis cadenai
- Strabomantis cerastes
- Strabomantis cheiroplethus
- Strabomantis helonotus
- Strabomantis laticorpus
- Strabomantis necerus
- Strabomantis necopinus
- Strabomantis ruizi
- Strabomantis zygodactylus